# Samir Nuriyev
Samir Nuriyev (en azerí: Samir Nuriyev; Bakú, 9 de marzo de 1975) es jefe de la Administración Presidencial de Azerbaiyán.

## Biografía
Samir Nuriyev nació el 9 de marzo de 1975 en Bakú. En 1991 ingresó a la Universidad Técnica de Azerbaiyán. Continuó su educación en la Universidad Duke en los años 2003-2005 y obtuvo una maestría en Política de Desarrollo Internacional.
Desde 1996 hasta 2003 trabajó en varias organizaciones privadas e internacionales como economista, director comercial. En 2009 fue nombrado director general de la Reserva Histórica y Arquitectónica del Estado "Icherisheher". El 21 de abril de 2018 ocupó el cargo en el Comité Estatal de Planificación Urbana y Arquitectura de Azerbaiyán. El 1 de noviembre de 2019 se ha nombrado jefe de la Administración Presidencial de Azerbaiyán por el decreto del Presidente de Azerbaiyán, İlham Əliyev.
Samir Nuriyev también es miembro honorario de la Unión de Arquitectos de Azerbaiyán.